# チョロQデッキシステム
チョロQデッキシステム（チョロキューデッキシステム）はタカラトミーより2007年6月から発売されているチョロQシリーズの1つである。略称は『チョロデキ』、『チョロQDS』、『デッキシステム』

## 概要
チョロQデッキシステムはボディカード、リヤカード、フロントカードの3つのカードを重ねることで完成し、基本の組み合わせ以外にも違うカードと組み合わせることで全く違う組み合わせが完成し、自分だけのチョロQを作ることができカスタマイズ可能で誰でも簡単に楽しめるようになっている。また、パーツの数が多いほど組み合わせる数がどんどん増えていく。
2008年10月現在の全てのパーツで組み合わせることにより完成できるチョロQの数は29791通り作ることができる。
完成したチョロQは従来のスタンダードチョロQシリーズのように遊ぶことはもちろん、1対1のコース上で同時に走らせて相手のチョロQを倒すブレイクバトルや、ブレイクバトルより高度でレーンチェンジの導入で戦略性が増したスーパーブレイクバトルや、作ったデッキの3つのカードを置いて相手のカードを全て倒すターゲットバトルの3種類の対戦ができる。詳しくは対戦・ルールを参照。

## 対戦・ルール

### ブレイクバトル
- ルール - ジャンケン等でスタート位置を左向きか右向きか決め、チョロQをゼンマイを巻いてスタート位置に背中合わせをして手で押さえて、合図が始まったら手を離して対戦開始。チョロQを走らせて相手をぶつけて弾き倒すか、何もぶつかってもより長く走った方が勝ちである。但し、お互いに弾き倒した場合は引き分けで再試合になる。
- レール - レールはノーマルとワイドの2種類。ノーマルはバンパーの影響が基本向きになり、ワイドはバンパーの影響が基本の逆になる。
- ゼンマイ量 - ゼンマイは満タンでなくても、限界になるまでならどんな量でも構わない。
- SPルール - SPルールの効果は属性により、勝つことができれば使うことができ、負けた場合は使うことはできない。同じ属性同士はお互い使うことができる。SPルールの効果についてはエンジン・フロントバンパー・SPルールの種類に参照。
- 属性 - 属性は3つあり、火は木に強くて水に弱く、木は水に強くて火に弱く、水は火に強くて木に弱いのようになっており、強い属性のほうがSPルールを使うことができ、同じ属性同士の場合はお互い使うこともできる。

### ターゲットバトル
- ルール - 使用するのはデッキで作ったチョロQ1台のみ。広いテーブル等を使って、ジャンケン等で先攻後攻を決める。使用するチョロQのデッキのカードを3つ置いて、後攻は自分のカードを倒したくない所に使用するチョロQを置いて邪魔させるようにする。先攻はチョロQをチャージして、自分のカードの間から相手のカードに狙って発射。カードを倒せば、続けて発射することができるが、相手が置いたチョロQを邪魔されたりカードを倒せなかった場合になると交替になる。先に相手のカードを全部倒せば勝ちになる。
- ゼンマイ量 - ゼンマイ量は満タンでなくても、限界になるまでならどんな量でも構わない。
- SPルール - 自分のカードを倒された時に左側に書いてあるSPルールを使うことができ、効果は様々である。なお、このSPルールには属性はない。SPルールの効果についてはエンジン・フロントバンパー・SPルールの種類に参照。

### スーパーブレイクバトル
- ルール - ルールはブレイクバトルと同じ内容だが勝敗は異なり、「相手を弾き飛ばす」・「相手が走行不能状態（4つのタイヤがコースに接地していない状態）になる」・「相手が先に止まる」のいずれかの判定になると勝ちになる。但し、それ以外の判定の場合は引き分けになる。なお、相手が先に止まった時点でたとえ弾き飛ばされても、「相手が先に止まる」という判定が優先になって判定勝ちになる。
- レール - レールはノーマルとレーンチェンジの2種類。ノーマルはバンパーの影響が基本向きで、レーンチェンジはバンパーの影響が関係なしになって、さらに相手の攻撃を回避することが出来、レーンチェンジ対応のチョロQであればボディブレードを調整することでレーンチェンジの軌道を変えることが出来るが、中にはボディブレード固定式で変更できないチョロQもある。なお、レーンチェンジ対応のチョロQでない場合でも対戦可能だが、軌道を変えることが出来ないので注意。
- ゼンマイ量 - ゼンマイは満タンでなくても、限界になるまでならどんな量でも構わない。
- SPルール - SPルールはブレイクバトルと同じ。SPルールの効果についてはエンジン・フロントバンパー・SPルールの種類に参照。
- 属性 - 属性はブレイクバトルと同じ。

### 公式ルール
- 公式対戦の種類 - 対戦形式はブレイクバトルとスーパーブレイクバトルの2種類。ルールなどは対戦形式によって違う。
- 対戦回数と勝敗 - 対戦は3回勝負。先に2勝した人が勝ちになる先取ルールになる。
- サイドボード - 使用するデッキに加えて、「サイドボード」という1つのカードが使用可能。サイドボードはボディ・リヤ・フロントのいずれかの1つのカードを対戦の合間に変更することができ、対戦を有利に進めることが出来る。ボディの場合はSPルールの属性や種類を変更、リヤの場合は相手のスピード調整のために別のエンジンやローラーを変更、フロントの場合は不利なバンパーの時に有利なバンパーに変更やローラーとタイヤの変更という状況に応じて対戦の合間ならいつでも変更できる。ただし、一度変更すると変更したカードは使用できなくなるので注意。また、対戦が始まると対戦が1回終わるまで変更できないのでこちらも注意。
- SPルール - 公式対戦もSPルールを使用可能で必ずある。

### 禁止事項
- カードのパーツを性能に変わる改造は不可。
- カードのパーツは表示されているパーツ以外に装着不可。
- チョロQをスタートされる時、手で押すことは不可。

## ラインナップ
種類はスターター、ブースター、セット商品、その他の商品の4つに分かれる。基本的に発売されるペースは不定期となっている。

### スターター
スターターはボディカード、フロントカード、リヤカードの3つをセットにした商品。順番表記はS-○○になる。
2007年6月下旬発売
- S-01 インプレッサWRX ブルー - インプレッサWRX ブルー、センターブレードローラーバンパー、バランスエンジン&ガイドバンパー
- S-02 アバンツォ ホワイト - アバンツォ ホワイト、ダブルブレードローラーバンパー、バランスエンジン&ショートガイド
- S-03 FGX レッド - FGX レッド、トリプルブレードローラーバンパー、バランスエンジン&ローラーバンパー
- S-04 アバンツォ イエロー - アバンツォ イエロー、センターブレードガイドバンパー、スピードエンジン&ガイドバンパー
- S-05 FGX ブラック - FGX ブラック、ダブルブレードガイドバンパー、スピードエンジン&ショートガイド
- S-06 インプレッサWRX シルバー - インプレッサWRX シルバー、トリプルブレードガイドバンパー、スピードエンジン&ローラーバンパー

2007年8月下旬発売
- S-07 ランサーエボリューションIX イエロー - ランサーエボリューションIX イエロー、ダブルブレードガイド&プラタイヤ、スピードエンジン&ダブルローラー
- S-08 RJ-1 ブルー - RJ-1 ブルー、トリプルブレードガイド&プラタイヤ、ダッシュエンジン&ショートローラー

2007年9月9日発売
- S-SP FGX クリアブラック※ - FGX クリアブラック、センターブレードガイド&プラタイヤ、ダッシュエンジン&ローラーバンパー
※初回限定生産で、在庫のみの販売になる。

2007年10月下旬発売
- S-09 イーグレー シルバー - イーグレー シルバー、ワンブレードダブルローラー、スピードエンジン&ローラーガイド
- S-10 イーグレー ブラック - イーグレー ブラック、ツーブレードダブルローラー、ダッシュエンジン&ローラーガイド

2007年12月下旬発売
- S-11 ザルティス ブルー - ザルティス ブルー、ワンブレードローラーガイド&プラタイヤ、ダッシュエンジン&ダブルローラー
- S-12 GP1000 オレンジ - GP1000 オレンジ、ツーブレードローラーガイド、ハイパースピードエンジン&ショートローラー
- S-13 ランサーエボリューションIX グリーン - ランサーエボリューションIX オレンジ、ローラースリーブレードダブルローラー&プラタイヤ、スピードエンジン&ローラーバンパー

2008年6月下旬発売
- S-14 バイトリバイアサン - バイトリバイアサン、アックスダブルローラー、サバイブエンジン&ガイドバンパー
- S-15 シャイニングタイガー - シャイニングタイガー、タガーダブルローラー、サバイブエンジン&ローラーバンパー
- S-16 ファイヤーホーク - ファイヤーホーク、トライデントダブルローラー&プラタイヤ、スピードサバイブエンジン&ショートローラー

### ブースター
ブースターは各カードの単品発売の商品である。ブースターはボディカード、フロントカード、リヤカードの3つに分かれる。

#### ボディカード
ボディはスターターをベースにクリア化したもので、シールは変更されていない。（）はスターターの表示番号より。順番表記はBB-○○になる。
2007年6月下旬発売
- BB-01 インプレッサWRX クリアブルー（S-01）
- BB-01 アバンツォ クリア（S-02）
- BB-01 FGX クリアレッド（S-03）

2007年9月下旬発売
- BB-04 ランサーエボリューションIX クリアイエロー（S-07）
- BB-05 RJ-1 クリアブルー（S-08）

2008年6月下旬発売
- BB-06 バイトリバイアサン クリアブラック（S-14）
- BB-07 シャイニングタイガー クリアオレンジ（S-15）

#### フロントカード
順番表記はBF-○○になる。
2007年6月下旬発売
- BF-01 センターブレードガイド&プラタイヤ
- BF-02 ダブルブレードガイド&プラタイヤ
- BF-03 トリプルブレードガイド&プラタイヤ

2007年9月下旬発売
- BF-04 センターブレードローラー&プラタイヤ
- BF-05 ダブルブレードローラー&プラタイヤ
- BF-06 トリプルブレードローラー&プラタイヤ

#### リヤカード
順番表記はBB-○○になる。
2007年6月下旬発売
- BB-01 ダッシュエンジン&ガイドバンパー
- BB-02 バランスエンジン&ショートローラー
- BB-03 スピードエンジン&ショートローラー

2007年9月下旬発売
- BB-04 ダッシュエンジン&ダブルローラー
- BB-05 バランスエンジン&ダブルローラー
- BB-06 スピードエンジン&ダブルローラー

### セット商品
2007年6月下旬発売
- デッキシステムオフィシャルボックス。
内容 - ブレイクバトル用の公式コースとチョロQ2台分がセットになって、すぐにブレイクバトルを遊ぶことができる商品。このセットだけのパーツが同梱されている。
セット内容 - スターター FGX レッド※とアバンツォ イエローの2つ、限定パーツ ダッシュエンジン&ショートガイド1つ、直線レール12本、小曲線レール12本、曲線レール6本、3分の1直線レール2本、ワイドレール2本、小橋げた2個、大橋げた9個、スタンダードチョロQ用ローラー2つ
※バランスエンジン&ローラーバンパーは付属されない。

2007年10月下旬発売
- デッキシステムハイパースピードオペレーション。
内容 - このセットでしか手に入らない限定と色違いのパーツが10個と専用ケースやコースが入った商品。専用ケースはデッキを2つ保管することができ、付属の仕切りを組み合わせるとデッキ1つとスタンダードチョロQを4台保管することができる。スターターデッキに先駆けてハイパースピードエンジンが入っており、最速のスピードの誇るエンジンをすぐに使うことができる。
セット内容 - 限定ボディカード GP1000 ブルー・RJ-1 ホワイト・イーグレー レッドの3つ、限定フロントカード スリーブレードダブルローラー・センターブレードローラーバンパー（色違い）・ダブルブレードローラーバンパー（色違い）・トリプルブレードガイドバンパー（色違い）の4つ、限定リヤカード ハイパースピードエンジン&ローラーバンパー・バランスエンジン&ローラーガイド・スピードエンジン&ショートガイド（色違い）の3つ、専用ケース1つ、直線レール6本、ワイドレール2本、仕切り（大）・（中）1つずつと（小）2つ

2007年12月下旬発売
- スピードカスタムボックス。
内容 - スターターのS-11～S-13（※1）に1枚ずつに同梱されている青いカードの3枚で、すぐに最速チョロQを体感することができる。パーツだけでなくコースとパーツも同梱。
※1 スターターのS-11～S-13に1枚ずつに同梱されている青いカードを全部同梱したものであり、基本的に同じ。
セット内容 - ザルティスGTX ブルー、ハイパースピードエンジン&ショートローラー、スリーブレードダブルローラー&プラタイヤ、バランスエンジン&ガイドバンパー（※2）、ワイドレール2本、直線レール8本、小曲線レール4本、曲線レール2本、ゴールパーツ2つ
※2 バランスエンジン&ガイドバンパーはS-01のスターターと同じパーツ。

2008年6月下旬発売
- レーンチェンジボックス。
内容 - スーパーブレイクバトル用の入門コースとこのセット限定のチョロQ2台分がセットになって、すぐにスーパーブレイクバトルを遊ぶことが出来る商品。別売りのデッキシステムオフィシャルボックスのコースと組み合わせるとスーパーブレイクバトル用の公式コースにすることができる。
セット内容 - 限定ボディカード ダークライトニング・イーグレー クリアの2つ、限定フロントカード トライデントダブルローラー・ワンブレードダブルローラー（色違い）の2つ、限定リヤカード サバイブエンジン&ショートローラー・バランスエンジン&ショートローラー（色違い）の2つ、2レーンレール6本、右チェンジレール2本、左チェンジレール2本、ジョイント付き曲線レール2本、ジョイント付き小曲線レール4本、曲線レール用フェンス2本、小曲線レール用フェンス4本、壁パーツ4個、スタンダードチョロQ用ローラー1つ。
- DXオフィシャルボックス。
内容 - デッキシステムオフィシャルボックスの内容に加えて、レーンチェンジボックス限定チョロQ1台とスターターデッキのチョロQ3台とランダムにブースターのパーツ3つとセット限定のオリジナルシールが同梱されて、初回限定生産のお買い得商品である。
セット内容 - デッキシステムオフィシャルボックス1つ、限定デッキ ダークライトニング※1、スターター FGX ブラック・RJ-1 ライトブルー・ランサーエボリューションIX イエローの3つ、ブースター ランダムにボディ・エンジン・バンパーの各1つ※、オリジナルカスタマイズシール1枚。
※1ダークライトニングはレーンチェンジボックスと同じ内容。
※2ブースターは2007年9月時点までのパーツが同梱。

2008年10月下旬発売
- スーパーブレイクバトルボックス。
内容 - スーパーブレイクバトル用の公式コースとこのセット限定のチョロQ2台分がセットになって、すぐに公式のスーパーブレイクバトルを遊ぶことが出来る商品。別売りのオフィシャルボックスとレーンチェンジボックスの2つのコースを組み合わせることで最長のコースに誇るアルティメットドラゴンサーキットの総合競技用のコースにすることができる。セット限定のシューティングソードはアッパー機能がある新型バンパーを装備されており、ぶつかるとアッパーして相手を弾き飛ばすことができ、片側のみでボディブレードが常に開いて固定されており、スタートする位置によってレーンチェンジするか決めることができるという特徴である。スターターデッキに先駆けて新型エンジンのダッシュサバイブエンジンが2つ入っており、持久力があって速いエンジンをすぐに使うことができる。
セット内容 - 限定ボディガード シューティングソード・シャイニングタイガー クリアブラックの2つ、限定フロントカード アッパーギミックダブルローラー&プラタイヤ・アックスダブルローラー（色違い）の2つ、限定リヤカード ダッシュサバイブエンジン&ショートローラー・ダッシュサバイブエンジン&ローラーバンパーの2つ、直線レール4本、小曲線レール4本、曲線レール6本、3分の1直線レール2本、ワイドレール2本、小橋げた2個、大橋げた9個、2レーンレール6本、右チェンジレール2本、左チェンジレール2本、ジョイント付き曲線レール2本、ジョイント付き小曲線レール4本、曲線レール用フェンス2本、小曲線レール用フェンス4本、壁パーツ4個、スタンダードチョロQ用ローラー1つ。

### その他の商品
2007年6月下旬発売
- ミニコースボックス。
内容 - コースの入った内容で、オフィシャルボックスのコースを拡張したり、拡張しなくてもこのコースだけでも遊べる。
セット内容 - 直線レール6本、小曲線レール4本、曲線レール2本、ワイドレール2本、スタンダードチョロQ用ローラー2個
- エクストラシャーシ。
スタンダードチョロQを走らせるための互換性パーツで、ボディを装着すればスタンダードチョロQと同じになる。エンジンはスタンダードエンジン。

## 互換性
- デッキシステムで使用するレールは互換性があり、以前に発売されたスタンダードチョロQなどのシリーズのレールをつなぐことができる。但し、モーターチョロQシリーズや一部のレールはつなぐことができないので注意。
- デッキシステムのレールはセットなどに同梱されているローラーをスタンダードチョロQに装着すれば、走行することができる。ローラーを装着するには両面テープを張って、ボディの下に装着すればできる。また、デッキシステム以外の別シリーズのレールをチョロQデッキシステムシリーズのチョロQでも走行できる。

## パーツの説明
- 2008年10月現在、限定パーツや色違いパーツも含めて、ボディカードは31種類、リヤカードは31種類、フロントカードは31種類。
- 各カードのパーツの性能を説明する。

### ボディカード
ボディは見た目だけではなく、重さも重要なパーツ。軽いほど速くなってぶっ飛びやすく、重いほど遅くなってぶっ飛びにくい。レーンチェンジ対応のボディはボディブレードを開くと、レーンチェンジのレール上で曲がるようになって相手を攻撃することができたり回避できたりする。
- インプレッサWRX ブルー - 標準。
- アバンツォ ホワイト - 標準。
- FGX レッド - 標準。
- アバンツォ イエロー - 標準。
- FGX ブラック - 標準。
- インプレッサWRX シルバー - シルバーボディで若干重い。
- インプレッサWRX クリアブルー - クリアボディで少し軽い。
- アバンツォ クリア - クリアボディで少し軽い。
- FGX クリアレッド - クリアボディで少し軽い。
- ランサーエボリューションIX イエロー - 標準。
- RJ-1 ブルー - 標準。
- FGX クリアブラック（限定） - クリアボディで少し軽い。
- ランサーエボリューションIX クリアイエロー - クリアボディで少し軽い。
- RJ-1 クリアブルー - クリアボディで少し軽い。
- イーグレー シルバー - シルバーボディで若干重い。
- イーグレー ブラック - 標準。
- イーグレー レッド（セット限定） - 標準。
- RJ-1 ホワイト（セット限定） - 標準。
- GP1000 ブルー（セット限定） - 標準。
- ザルティス ブルー - 肉抜きボディで軽い。
- GP1000 オレンジ - 標準。
- ランサーエボリューションIX グリーン - 標準。
- バイトリバイアサン - ボディブレード装備で少し重い。
- シャイニングタイガー - ボディブレード装備で少し重い。
- ファイヤーホーク - クリアボディだがボディブレード装備で標準。
- バイトリバイアサン クリアブラック - クリアボディだがボディブレード装備で標準。
- シャイニングタイガー クリアオレンジ - クリアボディだがボディブレード装備で標準。
- イーグレー クリア（セット限定） - クリアボディで少し軽い。
- ダークライトニング（セット限定） - ボディブレード装備で少し重い。
- シャイニングタイガー クリアブラック（セット限定） - クリアボディだがボディブレード装備で標準。
- シューティングソード（セット限定） - 片側のみの固定ボディブレード装備だが少し肉抜き少し軽い。

### フロントカード
フロントはローラーやタイヤはもちろん、バンパーが一番の重要になる。普通のタイヤは安定する。
- センターブレードローラーバンパー - 1本爪タイプでローラーがついているため、カーブでもスピードがあまり落ちない。
- ダブルブレードローラーバンパー - 2本爪タイプでローラーがついているため、カーブでもスピードがあまり落ちない。
- トリプルブレードローラーバンパー - 3本爪タイプでローラーがついているため、カーブでもスピードがあまり落ちない。
- センターブレードガイドバンパー - 1本爪タイプでローラーがないため、カーブの時に減速してコースアウトになりにくくなる。
- ダブルブレードガイドバンパー - 1本爪タイプでローラーがないため、カーブの時に減速してコースアウトになりにくくなる。
- トリプルブレードガイドバンパー - 2本爪タイプでローラーがないため、カーブの時に減速してコースアウトになりにくくなる。
- センターブレードガイド&プラタイヤ - 1本爪タイプでローラーがなくプラタイヤになっているため、カーブ中は少し減速でプラタイヤで通常より速くなる。
- ダブルブレードガイド&プラタイヤ - 2本爪タイプでローラーがなくプラタイヤになっているため、カーブ中は少し減速でプラタイヤで通常より速くなる。
- トリプルブレードガイド&プラタイヤ - 3本爪タイプでローラーがなくプラタイヤになっているため、カーブ中は少し減速でプラタイヤで通常より速くなる。
- ダブルブレードガイド&プラタイヤ（色違い） - 性能はダブルブレードガイド&プラタイヤと同じ。
- トリプルブレードガイド&プラタイヤ（色違い） - 性能はトリプルブレードガイド&プラタイヤと同じ。
- センターブレードガイド&プラタイヤ（色違いかつ限定） - 性能はセンターブレードガイド&プラタイヤと同じ。
- センターブレードローラー&プラタイヤ - 1本爪タイプでローラーがついてプラタイヤになっているため、どんな所でも速く出せるようになる。
- ダブルブレードローラー&プラタイヤ - 2本爪タイプでローラーがついてプラタイヤになっているため、どんな所でも速く出せるようになる。
- トリプルブレードローラー&プラタイヤ - 3本爪タイプでローラーがついてプラタイヤになっているため、どんな所でも速く出せるようになる。
- ワンブレードダブルローラー - 新型1本爪タイプでローラーが2個ついているため、カーブでもスピードが落ちなくなる。
- ツーブレードダブルローラー - 新型2本爪タイプでローラーが2個ついているため、カーブでもスピードが落ちなくなる。
- スリーブレードダブルローラー（セット限定） - 新型3本爪タイプでローラーが2個ついているため、カーブでもスピードが落ちなくなる。
- センターブレードローラーバンパー（色違いかつセット限定） - 性能はセンターブレードローラーバンパーと同じ。
- ダブルブレードローラーバンパー（色違いかつセット限定） - 性能はダブルブレードローラーバンパーと同じ。
- トリプルブレードガイドバンパー（色違いかつセット限定） - 性能はトリプルブレードガイドバンパーと同じ。
- ワンブレードローラーガイド&プラタイヤ - 新型1本爪タイプでローラーがついてプラタイヤついているため、どんな所でも速く出せるようになる。
- ツーブレードローラーガイド - 新型2本爪タイプでローラーがついているため、カーブでもスピードがあまり落ちない。
- スリーブレードダブルローラー&プラタイヤ - 新型3本爪タイプでローラーが2個ついてプラタイヤになっているため、どんな所でもとても速く出せるようになる。
- アックスダブルローラー - 鋭い1本爪でローラーが2個ついているため、カーブでもスピードが落ちなくなる。
- ダガーダブルローラー - 鋭い2本爪でローラーが2個ついているため、カーブでもスピードが落ちなくなる。
- トライデントダブルローラー&プラタイヤ - 鋭い3本爪でローラーが2個ついてプラタイヤになっているため、どんな所でもとても速く出せるようになる。
- ワンブレードダブルローラー（色違いかつセット限定） - 性能はワンブレードダブルローラーと同じ。
- トライデントダブルローラー（セット限定） - 鋭い3本爪でローラーが2個ついているため、カーブでもスピードが落ちなくなる。
- アックスダブルローラー（色違いかつセット限定） - 性能はアックスダブルローラーと同じ。
- アッパーギミックダブルローラー&プラタイヤ（セット限定） - アッパー型タイプでローラーが2個ついてプラタイヤになっているため、どんな所でもとても速く出せるようになる。

### リヤカード
バンパーはもちろん、エンジンが一番の重要になる。エンジンについてはエンジン・フロントバンパー・SPルールの種類で参照。ここでは、バンパーの性能を説明する。
- バランスエンジン&ガイドバンパー - バンパーが長いため、直線が速くてカーブは減速する。
- バランスエンジン&ショートガイド - バンパーが短いため、直線は普通でカーブは少し減速する。
- バランスエンジン&ローラーバンパー - バンパーが長くてローラーがついているため、直線が速くてカーブはあまりスピードが落ちない。
- スピードエンジン&ガイドバンパー - バンパーが長いため、直線が速くてカーブは減速する。
- スピードエンジン&ショートガイド - バンパーが短いため、直線は普通でカーブは少し減速する。
- スピードエンジン&ローラーバンパー - バンパーが長くてローラーがついているため、直線が速くてカーブはあまりスピードが落ちない。
- ダッシュエンジン&ショートガイド（限定） - バンパーが短いため、直線は普通でカーブは少し減速する。
- ダッシュエンジン&ガイドバンパー - バンパーが長いため、直線は速くてカーブは減速する。
- バランスエンジン&ショートローラー - バンパーが短くてローラーがついているため、直線は普通でカーブはあまりスピードが落ちない。
- スピードエンジン&ショートローラー - バンパーが短くてローラーがついているため、直線は普通でカーブはあまりスピードが落ちない。
- スピードエンジン&ダブルローラー - バンパーが長くてローラーが2個ついているため、どんな所でも非常に速い。
- ダッシュエンジン&ショートローラー - バンパーが短くてローラーがついているため、直線は普通でカーブはあまりスピードが落ちない。
- ダッシュエンジン&ローラーバンパー（限定） - バンパーが長くてローラがついているため、直線が速くてカーブはあまりスピードが落ちない。
- ダッシュエンジン&ダブルローラー - バンパーが長くてローラーが2個ついているため、どんな所でも非常に速い。
- バランスエンジン&ダブルローラー - バンパーが長くてローラーが2個ついているため、どんな所でも非常に速い。
- スピードエンジン&ダブルローラー（色違い） - 性能はスピードエンジン&ダブルローラーと同じ。
- スピードエンジン&ローラーガイド - バンパーが長くて下にローラーがついているため、直線が速くてカーブはスピードが落ちない。
- ダッシュエンジン&ローラーガイド - バンパーが長くて下にローラーがついているため、直線が速くてカーブはスピードが落ちない。
- バランスエンジン&ローラーガイド（セット限定） - バンパーが長くて下にローラーがついているため、直線が速くてカーブはスピードが落ちない。
- ハイパースピードエンジン&ローラーバンパー（セット限定） - バンパーが長くてローラーがついているため、直線が速くてカーブはあまりスピードが落ちない。
- スピードエンジン&ショートガイド（色違いかつセット限定） - 性能はスピードエンジン&ショートガイドと同じ。
- ダッシュエンジン&ダブルローラー（色違い） - 性能はダッシュエンジン&ダブルローラーと同じ。
- ハイパースピードエンジン&ショートローラー - バンパーが短くてローラーがついているため、直線は普通でカーブはあまりスピードが落ちない。
- スピードエンジン&ローラーバンパー（色違い） - 性能はスピードエンジン&ローラーバンパーと同じ。
- サバイブエンジン&ガイドバンパー - バンパーが長いため、直線が速くてカーブは減速する。
- サバイブエンジン&ローラーバンパー - バンパーが長くてローラーがついているため、直線が速くてカーブはあまりスピードが落ちない。
- スピードサバイブエンジン&ショートローラー - バンパーが短くてローラーがついているため、直線は普通でカーブはあまりスピードが落ちない。
- バランスエンジン&ショートローラー（色違いかつセット限定） - 性能はバランスエンジン&ショートローラーと同じ。
- サバイブエンジン&ショートローラー（セット限定） - バンパーが短くてローラーがついているため、直線は普通でカーブはあまりスピードが落ちない。
- ダッシュサバイブエンジン&ローラーバンパー（セット限定） - バンパーが長くてローラーがついているため、直線が速くてカーブはあまりスピードが落ちない。
- ダッシュサバイブエンジン&ショートローラー（セット限定） - バンパーが短くてローラーがついているため、直線は普通でカーブはあまりスピードが落ちない。

## エンジン・フロントバンパー・SPルールの種類

### エンジン
- バランスエンジン 色は青
長所 - 持久力が高い。コースアウトになりにくい。
短所 - 加速力がやや低い。
- スピードエンジン 色は黄色
長所 - スピードが高い。加速力がやや高い。
短所 - コースアウトにややなりやすい。
- ダッシュエンジン 色は黒 
長所 - 加速力とスピードがとても高い。
短所 - 持久力が低い。コースアウトになりやすい。
- ハイパースピードエンジン 色は赤
長所 - 加速力とスピードが非常に高い。
短所 - 持久力がとても低い。とてもコースアウトになりやすい。
- サバイブエンジン 色は青と白
長所 - 持久力がとても高い。コースアウトになりにくい。
短所 - 加速力が低い。スピードがちょっと遅い。
- スピードサバイブエンジン 色は黄色と白
長所 - 持久力とスピードが高い。
短所 - コースアウトにちょっとなりやすい。
- ダッシュサバイブエンジン 色は黒と白
長所 - 加速力が高い。スピードがとても高い。持久力がやや高い。
短所 - コースアウトになりやすい。

### フロントバンパー
レーンチェンジのレールではバンパーの影響は関係なしになる。
- センターブレードタイプ
基本長所 - ダブルブレードタイプに強い。
ワイドレール上の長所 - トリプルブレードタイプに強い。
基本短所 - トリプルブレードタイプに弱い。
ワイドレール上の短所 - ダブルブレードタイプに弱い
- ダブルブレードタイプ
基本長所 - トリプルブレードタイプに強い。
ワイドレール上の長所 - センターブレードタイプに強い。
基本短所 - センターブレードタイプに弱い。
ワイドレール上の短所 - トリプルブレードタイプに弱い。
- トリプルブレードタイプ
基本長所 - センターブレードタイプに強い。
ワイドレール上の長所 - ダブルブレードタイプに強い。
基本短所 - ダブルブレードタイプに弱い。
ワイドレール上の短所 - センターブレードタイプに弱い。
- ワンブレードタイプ
基本長所 - ツーブレードタイプに強い。
ワイドレール上の長所 - スリーブレードタイプに強い。
基本短所 - スリーブレードタイプに弱い。
ワイドレール上の短所 - ツーブレードタイプに弱い。
- ツーブレードタイプ
基本長所 - スリーブレードタイプに強い。
ワイドレール上の長所 - ワンブレードタイプに強い。
基本短所 - ワンブレードタイプに弱い。
ワイドレール上の短所 - スリーブレードタイプに弱い。
- スリーブレードタイプ
基本長所 - ワンブレードタイプに強い。
ワイドレール上の長所 - ツーブレードタイプに強い。
基本短所 - ツーブレードタイプに弱い。
ワイドレール上の短所 - ワンブレードタイプに弱い。
- アックスタイプ
基本長所 - タガータイプに強い。
ワイドレール上の長所 - トライデントタイプに強い。
基本短所 - トライデントタイプに弱い。
ワイドレール上の短所 - タガータイプに弱い。
- タガータイプ
基本長所 - トライデントタイプに強い。
ワイドレール上の長所 - アックスタイプに強い。
基本短所 - アックスタイプに弱い。
ワイドレール上の短所 - トライデントタイプに弱い。
- トライデントタイプ
基本長所 - アックスタイプに強い。
ワイドレール上の長所 - タガータイプに強い。
基本短所 - タガータイプに弱い。
ワイドレール上の短所 - アックスタイプに弱い。
- アッパーギミックタイプ
基本長所 - スプリング機能搭載であらゆるタイプに強い。
ワイドレール上の長所 - 1本爪タイプ系統には強い
基本短所 - 1本爪タイプ系統に少し弱い。スプリングで勝つことあるが、負けることがある。
ワイドレール上の短所 - スプリング機能はあまり発揮されないため、負けることがある。

### SPルール（ブレイクバトル＆スーパーブレイクバトル用）
属性に勝つか引き分けの時に使うことができ、負けた場合は使うことができない。
- フロントスタート - スタート位置からレール2本分前からスタートできる。
- ショートチャージ - 相手をレール2本分しかチャージできなくなる。
- リスタート - 負けても一回だけバトルをやり直すことができる。勝った場合は発動しない。
- スタートチェンジ - 自分と相手のスタートをレール1本分変更できる。
- フルチャージ - 相手はゼンマイ量を満タンにしなければならない。
- ミラー - 相手のSPルールを自分が使うことができる。但し、相手もミラーだった場合は発動しない。
- 超スタートチェンジ - 自分と相手のスタートをレール2本分変更できる。
- ボディブレードクローズ - 相手のボディブレードを閉じさせる。ボディブレードがない場合は無効。
- ボディブレードオープン - 相手のボディブレードを開かせる。ボディブレードがない場合は無効。
- ドロー - ブレイク負け以外は引き分けになる。
- フロント＆チャージ - レール1本前にスタートし、相手はゼンマイ量を満タンにチャージできない。

### SPルール（ターゲットバトル用）
カードを倒されたときに使うことができる。
- ロック - 次のターン、相手のカードの効果が使えなくなる。
- リバイバル - 自分の倒されたカードを1つ復活することができる。但し、このカードを先に倒された場合は発動しない。また、このカードは復活することができない。
- ダブルアタック - 次のターン、2回攻撃できる。
- ターン - 自分のカードを1つ真横に向ける。
- ヴァーチャル - 墓地からカードを1つ、表を向けて復活できる。但し、復活したカードの効果は使えない。
- デス - 相手のカードが2つ以上ある時、1つ墓地に送らせることができる。
- ジョイント - 次のターン、相手のカードを2つ選んで、隣り合わせに置く。
- フロントシュート - 次のターン、チョロQ2台分前から発射できる。
- ブロックアウト - 次のターン、相手は邪魔をさせるチョロQを置くことができなくなる。
- ブル - 相手のカードを1つ選んで、チョロQ1台分引き寄せる。
- インターチェンジ - 自分と相手のカードを1つ交換する。
- アウェイ - 次の相手のターンが終わるまで自分のカードを避難することができる。
- ユースパワー - 自分のカードの中で、このカードが先に倒された場合、復活することができる。
- クエスト - 相手のカードを1つ選んで、表向きにして選んだカードの効果を使えなくなることができる。
- エックス・アウェイ - 次の相手のターン中、相手の墓地にあるカードの枚数分、自分のカードを避難することができる。
- ゼロパワー - 相手の墓地にカードがない場合、このカードを復活することができる。
- オーバーラップ - 次のターンの間、相手のカードを2つ選んで、前後に重ねて置く。
- スチール - 相手の墓地からカードを1つ選んで、そのSPルールの効果を使うことができる。
- ゴーストシュート - このカードが自分の墓地にあるとき、チョロQ1台分前から発射できる。
- キーブロック - このカードを手札して、墓地に出したターン、相手の特殊効果（SPルール）を封じる。
- ハイパーアウト - このカードを手札して、墓地に出したターン、相手は邪魔をさせるチョロQを置くことができなくなる。
- エクストラアタック - このカードを手札して、墓地に出したターン、2回攻撃できる。
- マックスチャージ - このカードが墓地にある間、相手は最大チャージで攻撃しなければならない。
- ネクストタップ - このカードが墓地にある間、カードを2枚真横に向ける。
- コマンド - このカードが墓地にある間、相手が攻撃するカードを指定できる。
- アルティメットデス - 相手のカードを1枚墓地に送る。

## アニメ
「チョロQデッキシステム Qファイターズ!」のタイトルで、2008年7月7日 - 7月11日の5日間に『おはスタ』の第1部にて、このホビーを元にしたアニメが期間限定で放送された。

### 概要
チョロQがアニメ化されるのは1983年7月の劇場映画で公開した『チョロQダグラム』以来であり、チョロQの本格的なアニメになるのは初めてであると同時、5日間の期間限定であるがTVアニメとして放送されるのは初めてである。2008年8月11日よりアンコール放送実施。キャラクターやチョロQなどのグラフィックは全て3DCGになっている。

### キャスト
- 仲間キュウ太 -西優子（マシーン：ファイアーホーク→ダークシャイニング）
- ロッキー・マロン - 川澄綾子（マシーン：シャイニング・タイガー（金色））
- 愛野チョコ - 生天目仁美（マシーン：シャイニング・タイガー（オレンジ色））
- 蛾狼コドク - 相馬幸人（マシーン：バイト・リバイアサン 0）
- 子ども - 藤葉愛香、寺谷美香、原島梢
- ナレーション - 土田大

### スタッフ
- 脚本 - ふでやすかずゆき
- 絵コンテ・演出 - 三浦辰夫
- キャラクターデザイン - 馬場穂根
- 音楽 - P-H-A-T
- アニメーション制作 - 小学館ミュージック&デジタル エンタテイメント